# Карнавал на Шака
Карнавалът на Шака (на италиански: Carnevale di Sciacca) e ежегодно карнавално събитие, което се провежда в град Шака на о-в Сицилия, Италия. Това е един от най-важните карнавали в Италия и е  включен сред историческите карнавали от Министерството на културното наследство и дейности на Италия.

## История
Първият, който говори за карнавала, е етнографът Джузепе Питре през 1889 г. в своята творба „Библиотека на сицилианските народни традиции“.  Но произходът му датира от много по-стар период, може би от римско време, когато са се празнували Сатурналиите и техният крал е бил принасян в жертва; или по-вероятно от 1616 г., когато вицекралят на Сицилия Педро Телес-Хирон и Веласко,  3-ти херцог на Осуна, постановява, че в последния ден от празника всички трябва да се маскират. 
Трябва да се отбележи съществуващо съперничество с карнавала в Ачиреале (който се споменава за първи път в официален документ през 1594 г.).
Първите изяви се запомнят като народен фестивал, на който се консумират наденици, каноли и много вино: хората се изсипват по улиците, маскирани по различни начини. Впоследствие дефилират първите хаотично украсени коли, носещи маскираните хора на столове по улиците на града.

През 1920-те г. се появяват първите украсени платформи, влачени от волове или коне, носещи маскирани групи, които, последвани от малки импровизирани оркестри, рецитират на местен диалект. Раздадените яхния, наденици и вино вече представляват момент на среща и размяна между съграждани.
След Втората световна война колите биват кръстени, започвайки да правят ясна препратка към иновациите на прогреса. Започват да се хвърлят ленти и конфети от движещите се коли, създавайки празнична атмосфера, която насърчава участниците да се превърнат в истински герои на колективна радост.
След още няколко години се раждат първите компании за контрол и се създават все по-сложни алегорични коли, които се отнасят до местни теми и герои в сатиричен прочит.
С експериментирането на звуково усилване карнавалът в Шака се развива още повече, така че започват да се поставят алегорични коли с все по-големи фигури, чиито движения стават все по-сложни. Местната политическа сатира започва да оставя все повече място за персонажи, познати на по-широка аудитория, представящи и актуални събития, засягащи аргументи от национален интерес.

### Подготовка на колите
Алегоричните коли и миниколите, последвани от свързаните маскирани групи, са замислени, проектирани и създадени в месеците, предшестващи събитието. Те включват още от първите приготовления много местни жители, които с голям дух на саможертва и страст успяват да създадат творбите от папиемаше, хореографиите на танцовите групи и изпълненията с оригинални сценарии, използвайки структури, предоставени от частни ентусиасти.
Четвъртък вечерта е запазен за окончателното сглобяване: колите се поставят в параден ред по пътя на първия градски маршрут и се сглобяват на място.
В деня, в който започват парадите, се следват два маршрута в историческия център на града. Парадите обикновено се провеждат в събота (първи маршрут), неделя, понеделник и вторник (втори маршрут) от седмицата преди началото на Великия пост .
Карнавалът обикновено започва на Дебел четвъртък със символично предаване на ключовете от града на краля на карнавала Пепе Напа – герой, възприет от жителите на Шака като местна маска, която открива и закрива празника. Когато събитието се провежда в обиколката на историческия център, тръгването на процесията от коли, с начело колата на Пепе Напа извън конкурса, се извършва от пл. „Фриша“. От този момент нататък колата на Пепе Напа, която дефилира по улиците на града, започва да раздава вино и наденици на скара за целия карнавал, до последната вечер на Дебел вторник, под съпровода на известните ноти на музикалния химн, и се изгаря на площада под съпровода на фойерверки.
Всяка година алегоричните коли се подготвят от отделните асоциации, които участват и в създаването на сценариите (тема и история на всяка алегорична кола) и в създаването на музикални химни и балети, като се състезават помежду си. Вечерта на Дебел вторник всяка от различните коли с техните маскирани групи, след изпълнение (заснето на живо по телевизията и радиото от местни телевизионни оператори) , е класирана от жури с оценка, определена според различни критерии (структура, движение, музикален химн, сценарий, алегория и т.н.), за да се определи победителят в изданието.
Изданията от 2006-2007 г. и 2008 г. се провеждат по улиците на квартал „Периера“ за първи път, преди да се върнат в историческия център през 2009 г.
От изданието през 2011 г. вместо вино се разпространява портокалова газирана напитка за борба с алкохолизма.
В изданията за 2023 и 2024 г. събитието не се провежда в историческия център, а по улица „Аленде“ в квартал „Перейра“. От изданието за 2023 г. датите, избрани от организатора на събитието, претърпяват промяна в сравнение с традиционния календар: през 2023 г. събитието се провежда на ул. „Аленде“на 27 и 28 май и 3 и 4 юни 2023 г. Изданието за 2024 г. на карнавала в Шака започва във вторник, 13 февруари, и след кратко прекъсване е подновено на 16, 17 и 18 февруари.
Приносът на Художествения институт на Шака към местния карнавал - за текстове, музика, балети, модели, изображения, движения и хореографии, му позволява да се конкурира успешно на национално и световно ниво с много други подобни събития.

### Официална маска на карнавала в Шака
Пепе Напа (Peppe Nappa) е официалната маска на карнавала в Шала. Всяка година кметът символично му връчва ключовете на града до последната вечер на карнавала, по време на която колата, представляваща Пепе Напа, се изгаря, отбелязвайки приключването на празненствата. Тази маска се установява в Сицилия през XVI век с раждането на Комедия дел арте. Тя е приета от град Шака през 1950-те години като маска за неговия древен карнавал, по заповед на сенатор Джузепе Молинари. Оттогава тя е представена на алегорична кола извън конкурса и открива карнавалния парад, като символично става и кмет в дните на празненствата. Съдбата на колата според езическото вярване е изгарянето ѝ в центъра на площада около хората, които танцуват под звуците на химна на Пепе Напа.
Характеристиките на Пепе Напа са много точни: той е подигравателен, мързелив, но също така способен на неподозирани скокове и акробатични танци. Освен това е алчен и гладът му е ненаситен: храната и виното са неговата страст. Типичният костюм се състои от туника и зелени панталони, едновременно много широки и твърде дълги; той също така носи бяла или зелена филцова шапка върху бяла шапка.